# ZigBee

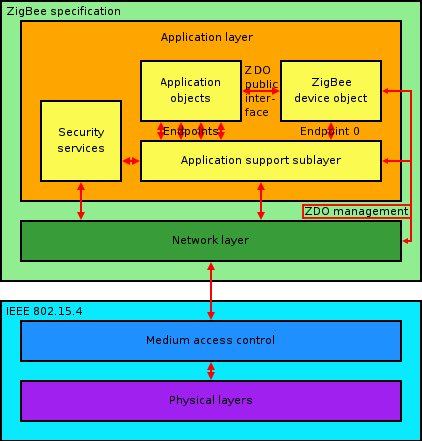
Fig.1 Capes del protocol ZigBee.

ZigBee és un protocol de comunicacions sense cables via ràdio-freqüència (xarxa sense fil). Està dirigit al sector domèstic (domòtica), edificis terciaris (immòtica) i a ciutats (urbòtica: xarxa d'àrea metropolitana). ZigBee està basat en la norma IEEE 802.15.4 i destinat a crear xarxes d'àrea personal de baixa potència i baixa velocitat de transmissió de dades. ZigBee és mantingut per l'organització ZigBee Alliance. Aquest protocol pot ésser emprat en la Internet de les coses.

## Introducció
Característiques principals del protocol ZigBee :
1. Orientat a dispositius de baix cost, curt abast (100m en camp obert) i baix consum d'energia (ideal per a dispositius a bateria).
2. Baixa potència d'emissió segons normativa del Institut Europeu de Normes de Telecomunicació ETSI 300 220.
3. Utilitza una banda sense llicència ISM.
4. Empra una topologia de Xarxa en Malla per a aconseguir un abast més llarg.
5. És un protocol totalment obert, programari lliure :
  1. Avantatge : hi ha molts proveïdors del maquinari i, per tant, el cost pot ser molt baix.
  2. Desavantatge : aquesta llibertat d'implementació fa que hi hagi molts problemes de compatibilitat entre els diferents fabricants.

## Història
El protocol ZigBee va ser concebut per l''aliança ZigBee l'any 1990 (organització sense ànim de lucre).
La norma IEEE 802.15.4-2003 ZigBee fou ratificada el desembre del 2004.
L'aliança ZigBee va anunciar va anunciar la versió ZigBee 2004 el juny del 2005.
ZigBee PRO Arxivat 2016-11-13 a Wayback Machine., conegut com a ZigBee 2007, va sortir l'octobre del 2007.
ZigBee 3 va sortir el novembre del 2014.
El maig del 2021, l'aliança ZigBee va canviar de nom a Connectivity Standards Alliance (CSA)

## Arquitectura
ZigBee s'estructura en les següents capes, veure Fig.1 :
- Capa física (PHY) definida per la norma IEEE 802.15.4
- Capa d'enllaç de dades (MAC) definida per la norma IEEE 802.15.4
- Capa de xarxa definida per l'especificació ZigBee.
- Capa d'aplicació definida per l'especificació ZigBee.

## Circuits integrats per a implementar ZigBee
- IC de Texas Instruments: CC2520, CC2630, CC2531, CC2533, CC2538
- IC de NXP: JN5161, JN5164, JN5168, JN5169, JN5174, JN5174,JN5178, JN5179 Arxivat 2017-01-16 a Wayback Machine.
- IC de Microchip: MRF24J40, MRF24XA Arxivat 2017-01-18 a Wayback Machine., ATSAMR21E16A, ATSAMR21E17A, ATSAMR21E17A, ATmega128RFR2, ATmega644RFR2, ATmega64RFR2, ATmega128RFA1
- IC de Silicon labs: EFR32MG, EM358x, EM359x, EM35x, EM34x
- IC de qorvo : RF6525, RF6535, RF 6545, RF6555, RF6575, RFFM6204, RFFM6205
- IC de Lapis secimonductor : ML7246, ML7266, ML7275 Arxivat 2017-01-16 a Wayback Machine.

Comparativa de paràmetres:
NA : No Aplica
| IC                                           | Transceptor CPU+Transceptor | Protocols                          | CPU           | Flaix (màx) | RAM  | E2PROM | OTA | Freqüència Cristall MHz | Seguretat                                                            | Perifèrics                    | E/S   | Tempo- ritzadors | ADC | Consum Rx | Consum Tx | Sensibilitat Rx | Encapsulat | Consulta |
| -------------------------------------------- | --------------------------- | ---------------------------------- | ------------- | ----------- | ---- | ------ | --- | ----------------------- | -------------------------------------------------------------------- | ----------------------------- | ----- | ---------------- | --- | --------- | --------- | --------------- | ---------- | -------- |
| CC2520                                       | Transceptor                 | ZigBee 6LowPAN                     | NA            | NA          | NA   | NA     | NA  | 32                      | NA                                                                   | NA                            | NA    | NA               | NA  | 18,5mA    | 5 dBm     | -98 dBm         | VQFN       | 2017     |
| CC2630                                       | CPU+Transceptor             | ZigBee                             | ARM Cortex-M3 | 128KB       | 30K  | -      | Sí  | 48                      | 128-bit AES                                                          | I2C I2S UART DMA RTC          | 10-31 | 12               | 8   | 5,9mA     | 5 dBm     | -100 dBm        | VQFN       | 2017     |
| CC2630                                       | CPU+Transceptor             | ZigBee 6LowPAN                     | 8051          | 256KB       | 8K   | -      | Sí  | 48                      | 128-bit AES                                                          | USB DMA USART SPI             | 21    | 2                | 8   | 20,5mA    | 4,5 dBm   | -98 dBm         | QFN40      | 2017     |
| CC2531                                       | CPU+Transceptor             | ZigBee 6LowPAN                     | 8051          | 256KB       | 8K   | -      | No  | 24                      | 128-bit AES                                                          | USB DMA USART SPI             | 19    | 2                | 8   | 20mA      | 4,5 dBm   | -98 dBm         | QFN40      | 2017     |
| CC2533                                       | CPU+Transceptor             | ZigBee                             | 8051          | 96KB        | 6K   | -      | Sí  | 48                      | 128-bit AES                                                          | USB DMA USART SPI             | 23    | 2                | 8   | 20mA      | 4,5 dBm   | -98 dBm         | QFN40      | 2017     |
| CC2538                                       | CPU+Transceptor             | ZigBee                             | ARM Cortex-M3 | 512KB       | 32KB | -      | Sí  | 24                      | AES128/ 256 SHA2 ECC 128/ 256 RSA                                    | USB DMA USART SPI SSI I2C     | 32    | 12               | 8   | 20mA      | 7 dBm     | -97 dBm         | QFN        | 2017     |
| JN5179 Arxivat 2017-01-16 a Wayback Machine. | CPU+Transceptor             | ZigBee 6LowPAN                     | ARM Cortex-M3 | 512KB       | 32KB | 4KB    | Sí  | 32                      | 128-bit AES                                                          | PWM UART SPI I2C              | 18    | 6                | 6   | 12,5mA    | 10 dBm    | -96 dBm         | HVQFN40    | 2017     |
| ATmega2564RFR2                               | CPU+Transceptor             | ZigBee                             | RISC          | 256KB       | 32KB | 8KB    | Sí  | 16                      | AES                                                                  | PWM RTC USART SPI             | 35    | 6                | 7   | 10,1mA    | 3,5dBm    | -100 dBm        | 48 QFN     | 2017     |
| EFR32MG                                      | CPU+Transceptor             | ZigBee 6LowPAN Thread Bluetooth LE | ARM Cortex-M4 | 256KB       | 32KB | -      | Sí  | 40                      | AES256/128 Hardware Crypto Accelerator with ECC, SHA-1, SHA-2        | UART SPI IrDA I2S RTC DMA I2C | 31    | 7                | 1   | 9,8mA     | 19,5 dBm  | -94 dBm         | 48 QFN     | 2017     |
| EM358x                                       | CPU+Transceptor             | ZigBee Thread                      | ARM Cortex-M3 | 512KB       | 32KB | -      | Sí  | 12                      | AES 128 hardware encryption engine with true random number generator | UART SPI USB DMA TWI          | 32    | 2                | 1   | 27mA      | 8 dBm     | -100 dBm        | 48 QFN     | 2017     |

## Aplicacions
Aplicacions d'àmbit domèstic i terciari a data 18/05/2017 :
1. Sistema Philips Hue.
2. Sistema IKEA tradfri Arxivat 2017-02-05 a Wayback Machine..
3. Sistema OSRAM Lightify.
4. Sistema ABB light-link.
5. Sistema JUNG.
6. Sistema GIRA light link. Arxivat 2017-02-05 a Wayback Machine.
7. Sistema GE link. Arxivat 2016-10-22 a Wayback Machine.
8. Sistema Lutron. Arxivat 2016-11-04 a Wayback Machine.
9. Sistema Legrand Arteor. Arxivat 2016-12-02 a Wayback Machine.
10. Sistema Legrand Céliane[8][9]
11. Sistema Samsung Smarthings